# Gestaltkritik
Die Zeitschrift Gestaltkritik ist neben der Zeitschrift „Gestalttherapie“ das wichtigste Periodikum im Bereich der Gestalttherapie.
Die Zeitschrift veröffentlicht im Schwerpunkt Interviews, Textauszüge und Artikel aus dem Bereich der aktuellen Diskussion der Gestalttherapie. Eine besondere Bedeutung erhält diese Zeitschrift durch eine Reihe von Erstveröffentlichungen in deutscher Übersetzung aus dem Englischen. Die Zeitschrift versteht sich als kritisches Organ in der Begleitung der Entwicklung der Gestalttherapie in Deutschland.
Als Organ des Ausbildungsinstitutes für Gestalttherapie in Köln ist die Zeitschrift auch Werbefläche für Ausbildungsinstitute und Autoren. Trotz dieser Einschränkung ist die Zeitschrift ein wichtiges Forum für Autoren und Theoretiker innerhalb der praktizierenden Gestalttherapeuten und Publizisten im Bereich der Gestalttherapie.
Die Zeitschrift erschien bis 2011 in einer Auflage von jeweils 16.000 Heften pro Ausgabe. Zum ersten Mal herausgegeben wurde sie 1992 von Erhard Doubrawa. Alle Artikel sind im Internet in voller Länge verfügbar.
Seit 2012, dem 21. Jahrgang der Zeitschrift, gibt es Veränderungen in der Publikationspraxis: die beiden Ausgaben des jeweiligen Jahrgangs werden zunächst online veröffentlicht, und dann zum Jahresende als „Gestaltkritik-Jahrbuch“ in Buchform mit rund 250 Seiten erscheinen. Das Jahrbuch ist auch im Abonnement erhältlich.

## Autoren (Auswahl)
- Hunter Beaumont
- Stefan Blankertz
- Erhard Doubrawa
- Laura Perls
- Bernd Bocian
- Paul Goodman
- Rich Hycner
- Isadore From
- Frank Farrelly